# Walter Clauss
Walter Konrad Clauss (* 28. April 1899 in Zürich; † 11. Mai 1972 in Küsnacht) war ein Schweizer Germanist und Gymnasiallehrer. Bekannt wurde er mit seinen dialektologischen Arbeiten zum Urnerdeutschen sowie einer deutschen Literaturgeschichte und einem deutschen Lesebuch, die er beide für den Mittelschulunterricht erarbeitete.

## Familie und Ausbildung
Clauss kam in Zürich-Aussersihl als einziges Kind von Christian Friedrich Clauss und Karolina geborener Weibel zur Welt. Sein Grossvater väterlicherseits war als Wagner aus dem württembergischen Calw nach Zürich gekommen. Der Vater arbeitete im Seidenhandel, zeitweise bei der Firma Adrian Corrodi (deren Geschäftsinhaber Quästor im Leitenden Ausschuss des «Schweizerischen Idiotikons» war), die Mutter war Damenschneiderin. Es war dem Einsatz des Primarlehrers Jean Trüb zu verdanken, dass Clauss das Gymnasium besuchen durfte. Nach der Matur 1917 studierte er an der Universität Zürich deutsche Sprache und Literatur, Altenglisch und Sanskrit und besuchte zudem Vorlesungen in Theologie. Während des Landesstreiks 1918 trug der junge Clauss unter Bewachung von Landsturmsoldaten im Quartier Seefeld die Post aus.
Über seinen Onkel Konrad Weibel, der Lokomotivführer bei der Gotthardbahn war und in Erstfeld wohnte, kam Clauss schon früh mit dem Urnerland in Kontakt. So kam es denn, dass er bei Albert Bachmann 1922/23 mit einer Untersuchung des Urner Dialekts promovierte. Darauf ging er nach London, um das Handelspraxisexamen abzulegen.
1926 heiratete Clauss die Urnerin Agathe Arnold, mit welcher er einen Sohn – der Arzt wurde – und eine Tochter hatte. Nach Agathes Tod im Jahre 1959 ehelichte er Verena Schudel.

## Schaffen als Dialektologe
Clauss’ Doktorvater Bachmann, der zugleich Chefredaktor des Schweizerischen Idiotikons war, gab seinem Schüler 1924 am Wörterbuch eine Stelle als Hilfskraft und 1925 eine solche als Redaktor (die Hilfskraftstelle ging gleichzeitig an die spätere langjährige Redaktorin Clara Stockmeyer über). Da der Lohn eines Wörterbuchredaktors zu klein war, um eine junge Familie zu ernähren, strebte Clauss eine zweite Stelle als staatlich besoldeter Lehrer an, und nachdem er 1930 fest an der Zürcher Kantonsschule angestellt worden war, gab er die Arbeit am «Idiotikon» 1931 schliesslich auf. Seine Nachfolge als Redaktor trat Guntram Saladin an.
Clauss blieb gleichwohl dem Wörterbuch und dem Schweizerdeutschen eng verbunden. 1939 wurde er Mitglied im Leitenden Ausschuss beziehungsweise 1950 im Vorstand des «Vereins für das Schweizerdeutsche Wörterbuch» und wirkte dort von 1967 bis zu seinem Tode als Aktuar. 1958 erschienen seine Innerschweizer Aufnahmen für das Phonogrammarchiv der Universität Zürich, 1969 gab er seine Dissertation über den Urnerdialekt in einer vereinfachten Version neu heraus, und gleichzeitig begann er, ein Urner Wörterbuch anzulegen. Als er 1972 an den Folgen eines Hirnschlags starb, stand dieses beim Buchstaben «G». Jahre später übernahm der Altdorfer Kantonsschullehrer Felix Aschwanden das Material und vollendete das Wörterbuch, das endlich 1982 erschien.

## Schaffen als Lehrer
Clauss wurde 1924 an der Zürcher Gewerbeschule Lehrer für Englisch und 1928 Hilfslehrer beziehungsweise 1930 ständiger Lehrer für Deutsch und Englisch am Realgymnasium Zürich (heute Kantonsschule Rämibühl). Nach der Eröffnung der Kantonsschule Zürcher Oberland unterrichtete er von 1957 bis 1960 vorübergehend in Wetzikon.
1943 erschien sein Buch «Deutsche Literatur», das bis 1964 vierzehnmal aufgelegt wurde. 1951 kam die gemeinsam mit Arthur Häny verantwortete Überarbeitung von Jakob Baechtolds «Deutschem Lesebuch» heraus, wobei Clauss für den Teil über die Prosa und Häny für denjenigen über die Lyrik zuständig war. 1945 publizierte er eine mit Anmerkungen versehene Auswahl von Hymnen, Oden und Elegien von Friedrich Hölderlin, und seine kommentierte Edition von Friedrich Schillers «Räubern» erschien in mehreren Auflagen.
Clauss wirkte auch beim «Schweizerischen Lexikon der Pädagogik» mit, erteilte Didaktikkurse, unterrichtete an der Volkshochschule Erwachsene und erteilte Deutschkurse für Fremdsprachige.

## Publikationen (Auswahl)
- zahlreiche Artikel im Schweizerischen Idiotikon, Bände IX und X.
- Die Mundart von Uri. Laut- und Flexionslehre. Diss. Univ. Zürich. Huber, Frauenfeld 1929 (Beiträge zur Schweizerdeutschen Grammatik XVII).
- Deutsche Literatur. Eine geschichtliche Darstellung ihrer Hauptgestalten. Schulthess, Zürich 1943, 14. Auflage 1964.
- Wie eine Grammatik der Mundart von Uri zustande kam. In: Schweizerische Monatsschrift «Du». August 1951.
- Schweizerdeutsche Mundarten. Heft 3: Wolfenschiessen (Kt. Nidwalden), Engelberg (Kt. Obwalden), Sisikon, Unterschächen, Andermatt, Hospental (Kt. Uri). Aufgenommen von Walter Clauss, bearbeitet von Hans Troxler. Huber, Frauenfeld 1958 (Schweizerische Dialekte in Text und Ton. Begleittexte zu den Sprechplatten des Phonogramm-Archivs der Universität Zürich).
- Deutsches Lesebuch für schweizerische Mittelschulen. Neu bearbeitet aufgrund von Jakob Bächtolds Lesebuch von Walter Clauss und Arthur Häny. Huber, Frauenfeld 1959.
- Die Urner Mundart. Ihre Laut- und Flexionsformen. Altdorf 1969 (Kantonsbibliothek Uri. 14. Jahresgabe 1967).
- Felix Aschwanden, Walter Clauss: Urner Mundartwörterbuch. Hrsg. von der Bibliotheksgesellschaft Uri in Verbindung mit dem Bund Schwyzertütsch. Altdorf 1982 (19. Jahresgabe der Bibliotheksgesellschaft Uri; Grammatiken und Wörterbücher des Schweizerdeutschen in allgemeinverständlicher Darstellung VIII).